# Centrão

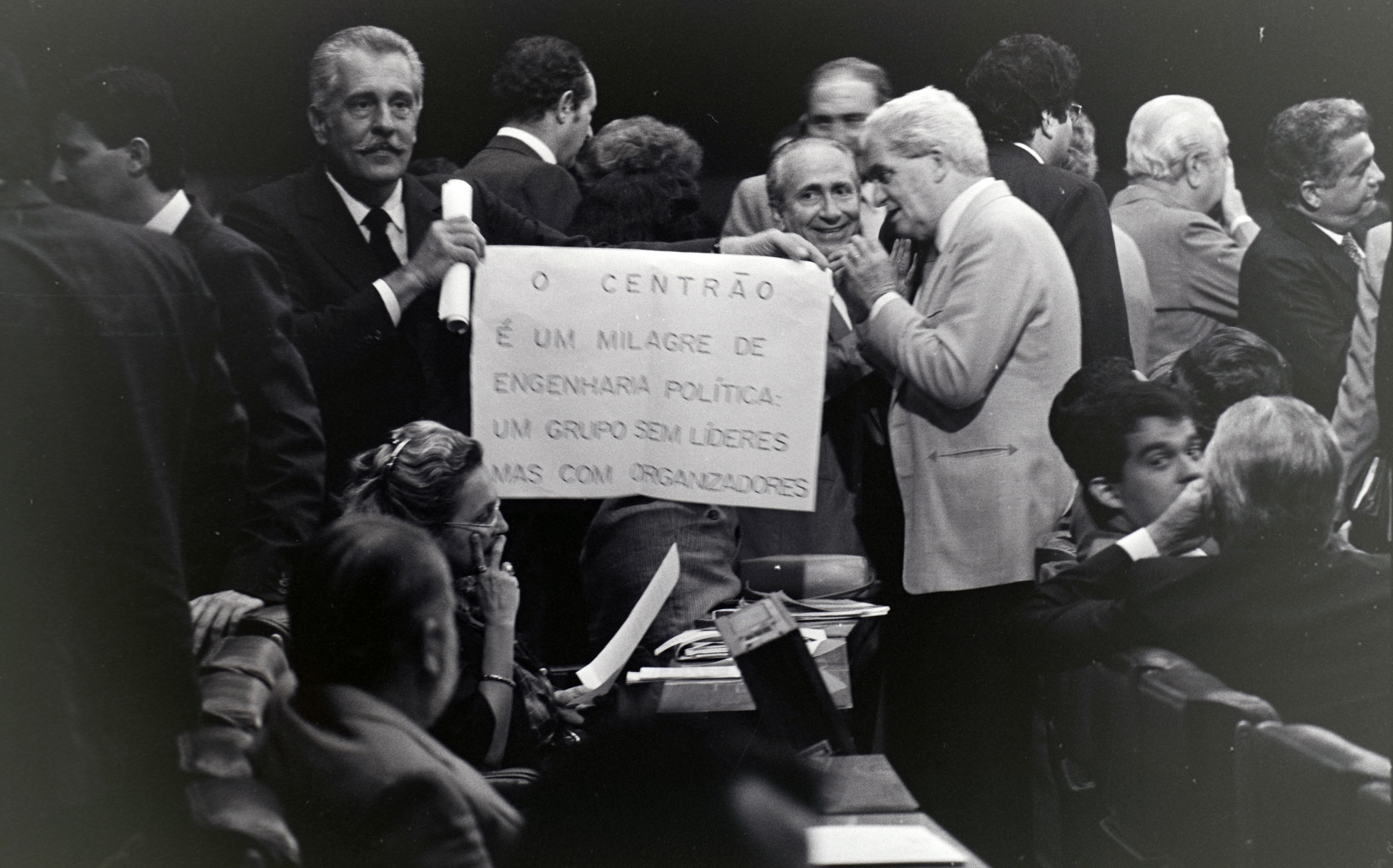
Deputados Ricardo Fiúza e Amaral Netto carregam placa durante a Assembleia Nacional Constituinte de 1987, na qual se lê: "O Centrão é um milagre de engenharia política. Um grupo sem líderes mas com organizadores".

No cenário político brasileiro, o termo Centrão refere-se a um conjunto de partidos políticos que compuseram uma aliança informal durante a Assembleia Constituinte de 1987 com o objetivo de implementar no texto da Constituição as propostas ligadas ao presidente da República, José Sarney (PMDB), e combater a linha política progressista defendida pelo Presidente da Assembleia Constituinte, Ulysses Guimarães (PMDB).
Após a promulgação da Constituição de 1988, esses partidos pararam de se identificar publicamente com o termo "Centrão". Desde então, o vocábulo passou a ser utilizado como um adjetivo para denominar partidos políticos que não possuem uma base ideológica clara e que frequentemente se aproximam do Poder Executivo apenas para tentar adquir privilégios em troca do apoio ao executivo federal, independentemente de princípios, para assegurar práticas políticas clientelistas e fisiológicas. Por conta disso, o Centrão acabou sendo conhecido popularmente como um grupo de partidos interesseiros, sem propostas de fato e apenas em busca de interesses, o que com o tempo também levou a ganhar a má fama de serem berços de políticos corruptos.
Ao ex-deputado Eduardo Cunha (PMDB-RJ) é atribuída a reativação política do Centrão em 2014 ao organizar em um só bloco partidário as forças políticas que estavam insatisfeitas com a distribuição de recursos e cargos pelo Governo Dilma Rousseff (PT). O grupo que ficou conhecido como "Blocão" conseguiu elegê-lo presidente da Câmara dos Deputados, apesar do apoio oficial do Planalto ao candidato Arlindo Chinaglia (PT-SP).
Apesar do nome, o termo Centrão não indica necessariamente a adoção de valores centristas no espectro ideológico. Dentre os partidos que originalmente compunham a aliança, o PDS, o PFL, o PTB e o PL têm raízes em grupos políticos que colaboraram com a Ditadura Militar, e a utilização do nome "Centrão" buscou dissimular essa genealogia histórica no contexto da redemocratização.
Na política de Portugal, aplica-se o termo com conotação semelhante à política feita ao centro pelos maiores partidos da Assembleia da República, tipicamente o PSD e o PS.[carece de fontes?]

## História

### Surgimento durante a Assembleia Nacional Constituinte de 1987

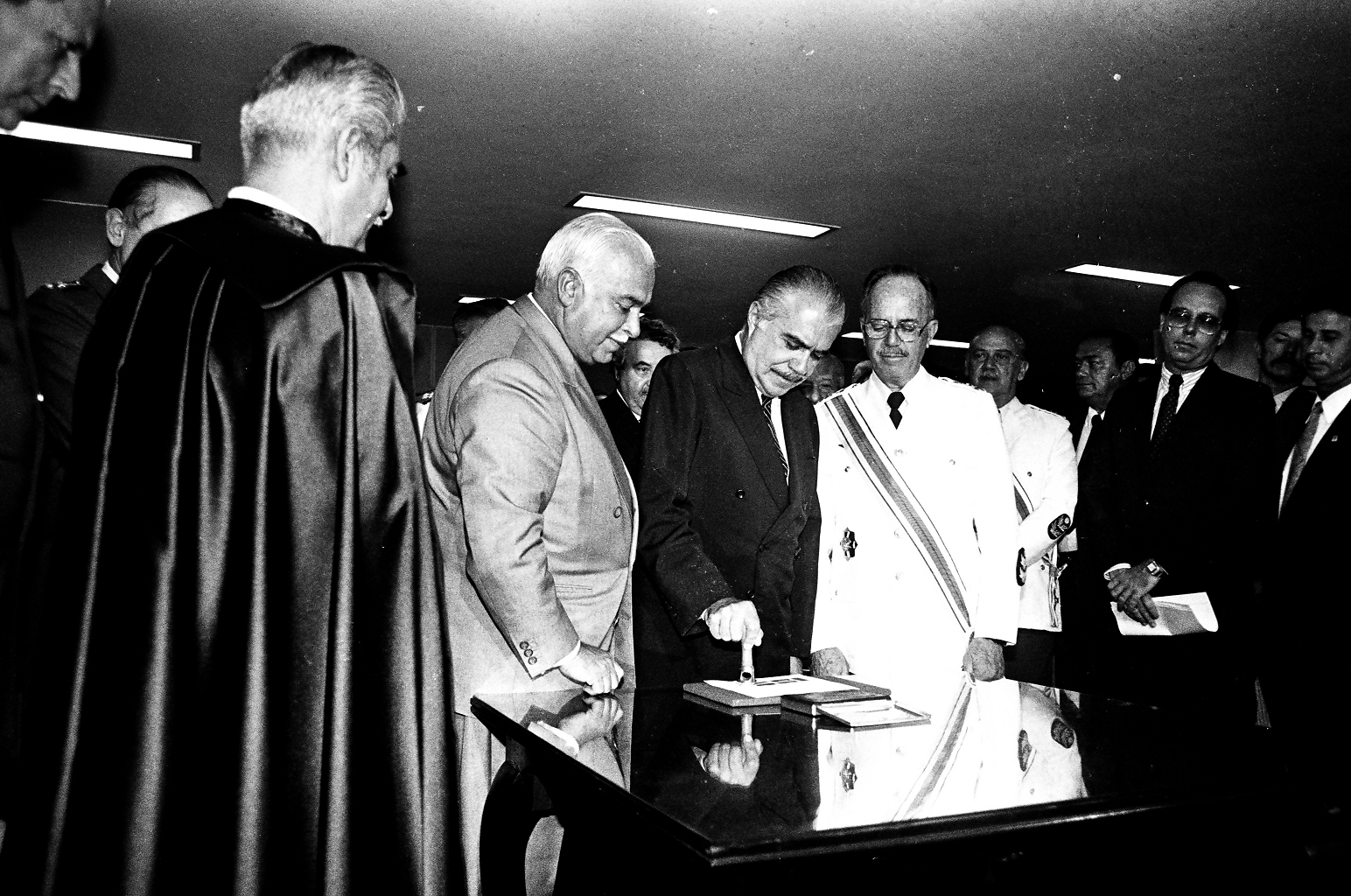
Presidente do Senado Federal e líder do PFL, Antônio Carlos Magalhães, assina a Constituição Federal de 1988 junto ao presidente da República, José Sarney

O termo tem sua origem na Assembleia Constituinte de 1987, sendo usado para designar uma coalizão de partidos com perfil de centro a centro-direita, a maioria dos quais possuía ligação histórica com a Aliança Renovadora Nacional (ARENA) – partido de sustentação da Ditadura militar brasileira. Durante o governo Sarney, estes partidos se aliaram para dar sustentação às propostas do Presidente da República para o texto da nova Constituição, e assim combater o grupo político liderado pelo presidente da Câmara, Ulysses Guimarães (PMDB-SP), que era acusado de "progressista".
O grupo unia a ala mais conservadora do PMDB – apelidada de Centro Democrático –  ao Partido da Frente Liberal (PFL), Partido Liberal (PL), Partido Democrático Social (PDS), Partido Democrata Cristão (PDC) ePartido Trabalhista Brasileiro (PTB). A composição deste bloco suprapartidário foi apoiado por camadas da sociedade que estavam insatisfeitas com a aprovação de direitos sociais e de dispositivos estatizantes, como a radicalização da questão da reforma agrária e da função social da propriedade.

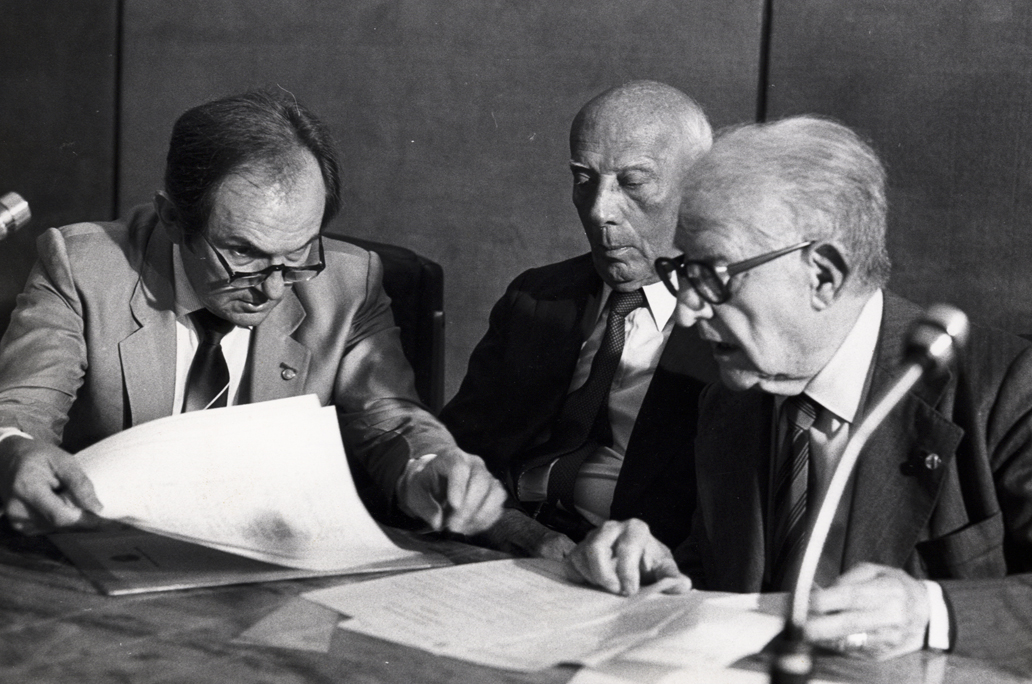
Primeira reunião da Comissão de Sistematização, sob a presidência do Constituinte Afonso Arinos (PFL-RJ). Bernardo Cabral (PMDB-AM) foi escolhido relator da Comissão de Sistematização.

A instalação da importante Comissão de Sistematização em abril de 1987 foi objeto de grande disputa entre o Centrão e a liderança do PMDB, que era exercida por Guimarães. O relator e os membros da Sistematização tinham poder para alterar o trabalho feito nas etapas precedentes de discussão da Constituição e a liderança peemedebista conseguiu indicar o deputado Bernardo Cabral (PMDB-AM) para a posição de relator da Comissão. Quando a Sistematização aprovou o sistema parlamentar de governo e o mandato presidencial de quatro anos, duas propostas absolutamente contrárias às pretensões do governo Sarney, o Centrão passou a articular uma reação à suposta "influência esquerdista" que se instalava na Comissão.
Em 4 de novembro de 1987, o Centrão conseguiu arregimentar 280 assinaturas para apresentar um projeto de resolução que alterava o Regimento Interno da Assembleia Nacional Constituinte (ANC). O governo teria utilizado todos os recursos políticos disponíveis – incluindo cargos, verbas e concessões de rádio e TV – de modo a aliciar e pressionar parlamentares para derrubarem as medidas da Comissão de Sistematização em plenário. No dia 10 de novembro, o projeto de resolução do Centrão foi apresentado à mesa da ANC pelo deputado Cardoso Alves (PMDB-SP), contando com 319 assinaturas, iniciando assim a sua tramitação. As negociações entre a mesa, o Centrão e as lideranças partidárias foram difíceis, mas, no início de 1988, o Centrão alcançou seu objetivo com a aprovação do Projeto de Resolução nº 21-A.

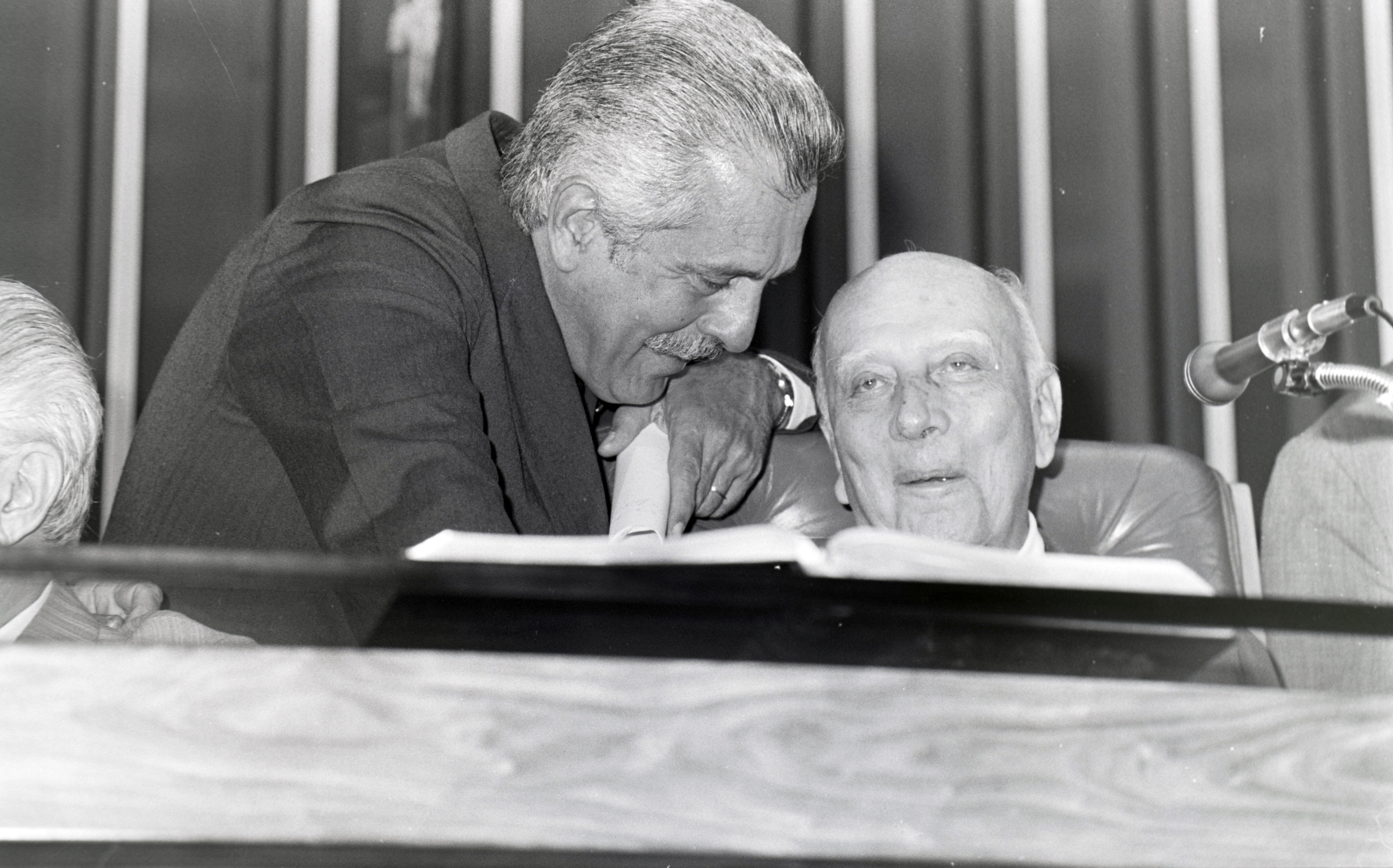
Ricardo Fiuza (PFL-PE), um dos principais líderes do Centrão na Constituinte, ao lado de Ulysses Guimarães (PMDB-SP), o principal rival do bloco.

Na Resolução nº 3, limites eram impostos contra a ação individual dos parlamentares, instituindo-se um limite de quatro emendas individuais e seis requerimentos de destaques a serem apresentação por constituinte. Ademais, passou a ser admitida a fusão de emendas para votação em plenário, o que facilitaria a negociação entre partidos e líderes no curso dos dois turnos de votação.
Durante o primeiro turno de votação da Constituinte, o Centrão conseguiu elaborar nove emendas coletivas, e também obteve o número de assinaturas necessárias para que elas tivessem preferência automática na ordem de votação. O primeiro turno de votação foi concluído no dia 30 de junho, tendo sido realizadas 732 votações. Dentre as conquistas do grupo, inclui-se a aprovação do sistema presidencialista também e do mandato de cinco anos para os chefes dos poderes executivos.
Em julho de 1988, considerando as emendas e destaques suscitados no primeiro turno, o relator Bernardo Cabral apresentou o "Projeto de Constituição B" para o segundo turno de votação. Segundo o governo Sarney, o perfil estatizante da ordem econômica e os direitos sociais constantes no anteprojeto de Cabral inviabilizariam a atividade produtiva nacional, afastariam investidores estrangeiros, aumentariam a despesa pública e desorganizariam o sistema tributário, dificultando a superação da crise econômica por que passava o país. Diante disso, o Centrão mobilizou 280 votos para rejeitar globalmente o Projeto B e, novamente, alterar as normas regimentais da Assembleia Constituinte. No dia 26 de julho, o presidente Sarney fez discurso em que tornou públicas suas críticas ao Projeto B, alegando que este, se aprovado, tornaria o país ingovernável.
| “                                                                                | Não combato os benefícios consagrados no projeto. Ao contrário, vejo, e vejo com grande satisfação, os avanços sociais, os direitos sociais tão necessários num país que ainda tem uma economia de baixos salários e que precisa cada vez mais progredir para dar ao trabalhador condições de vida digna. O essencial é saber encontrar recursos para efetivar o bem-estar social. E esses recursos só podem vir através de investimentos, através do trabalho, porque o progresso começa dentro de cada um de nós e é fruto do trabalho. | ” |
| — José Sarney, Discurso de 26 de julho de 1988 "A futura Constituição do Brasil" | |   |

Tornada pública a crise institucional entre Sarney e Guimarães, em 27 de julho, o líder do PMDB reagiu às falas do Presidente da República e proclamou um discurso de defesa do projeto de Constituição apresentado. Após a fala de Ulysses Guimarães, foi feita a articulação de 403 votos para a aprovação do Projeto B.

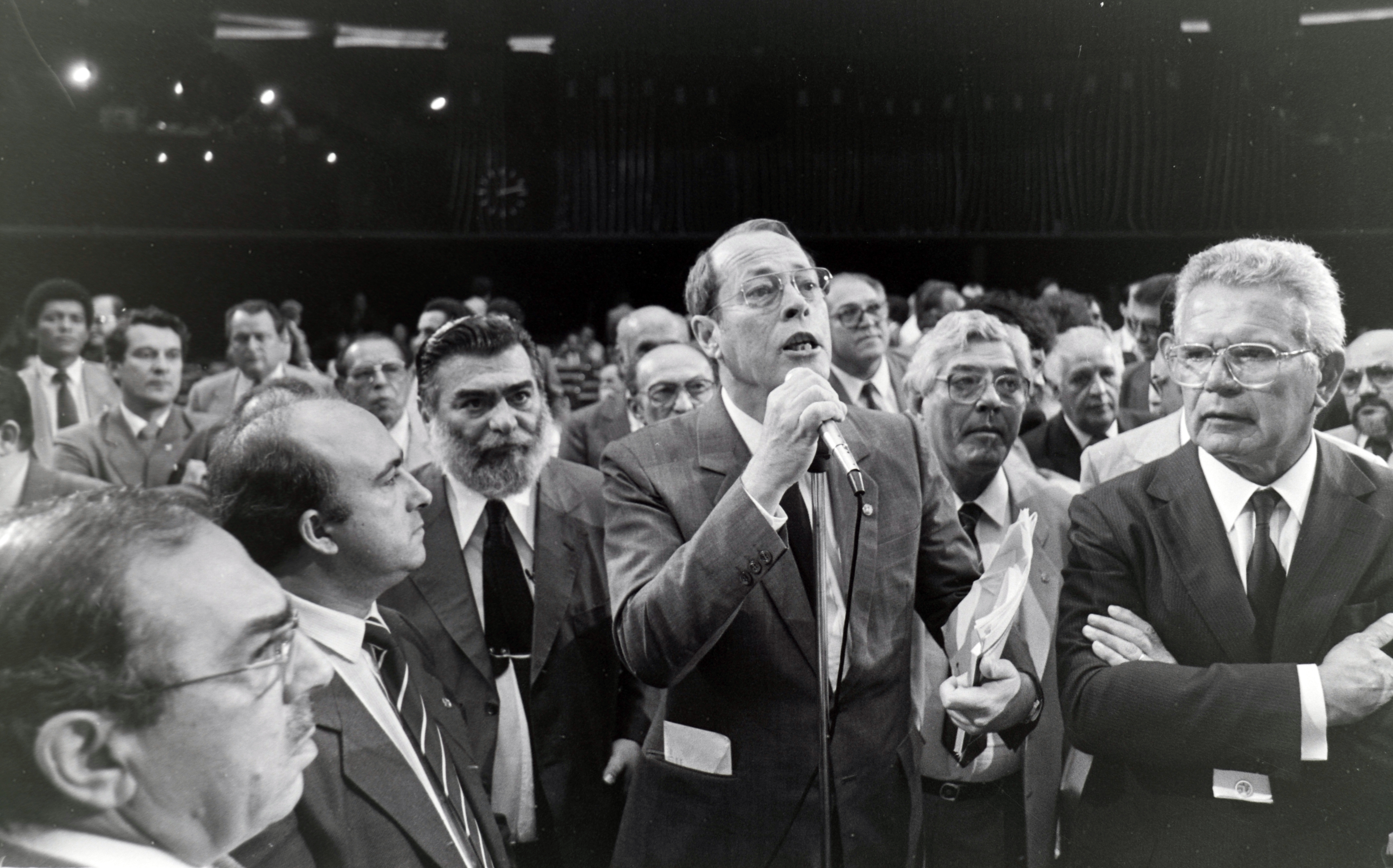
Carlos Sant'Anna (PMDB-BA) foi o líder do governo Sarney na Câmara dos Deputados durante a Assembleia Constituinte. Médico de formação, foi também um dos principais articuladores dos dispositivos constitucionais que relacionavam a saúde como um direito universal. Ao seu lado na foto, Gastone Righi (SP), líder do PTB, e Roberto Cardoso Alves (PMDB-SP).

A ameaça de crise institucional contribuiu para a percepção de que os trabalhos da ANC tinham que ser prontamente finalizados, uma vez que aumentavam as pressões externas à Casa por uma definição. Diante disso, consolidou-se o papel centralizador da mesa da ANC e do Colégio dos Líderes, que se reuniam para negociar a agenda de votações e reduzir o número de destaques, encaminhando os acordos feitos ao plenário. Durante as sessões, o presidente da ANC, Ulisses Guimarães, imprimia um ritmo intenso de trabalho, convocando todos à votação. O segundo turno foi concluído no dia 2 de setembro, após 38 sessões e 288 votações.
Após a votação, instituiu-se a Comissão de Redação, cujo perfil alinhado a Guimarães foi protestado pelo Centrão, que assim logrou êxito para incluir  José Lins (PFL-CE), José Francisco Paes Landim (PFL-PI) e Bonifácio de Andrada (PDS-MG). A Comissão de Redação recebeu 833 emendas de redação, das quais algumas propunham alterações na matéria aprovada. Diante disso, a liderança do PFL fez requerimento reivindicando que alterações feitas ao projeto fossem votadas separadamente. No entanto, a proposta foi rejeitada pelo presidente da ANC, que considerou a manobra como um "terceiro turno". No dia 22 de setembro, o plenário da ANC, na 1.021ª votação, aprovou, por 474 votos contra 15 — todos de constituintes do PT — e seis abstenções, o Projeto de Constituição “D”.

Em entrevista anos depois, o líder do PFL na Câmara, deputado José Lourenço, quando pedido a dar sua versão da origem do centrão, respondeu:
| “                                                                                        | O Centro nasceu de uma visão concreta: ou nós corrigíamos aquele processo, que privilegiava uma minoria, ou era inviável continuar na Constituinte e apoiar qualquer coisa. Nós tínhamos que reagir. E reagimos quando tínhamos tropa para reagir — os 319 votos que conseguiram aprovar outro regimento. "Agora nós vamos dizer como é". E aí começou a porra. | ” |
| — José Lourenço Morais da Silva, no livro de entrevistas 1988: Segredos da Constituinte. | |   |

Não existindo uma definição exata, o número de deputados que compunha o Centrão neste momento histórico é estimado entre 136 parlamentares, no mínimo, a 313, no máximo, de um total de 559 constituintes.

### Dissolução do Centrão após a Constituinte

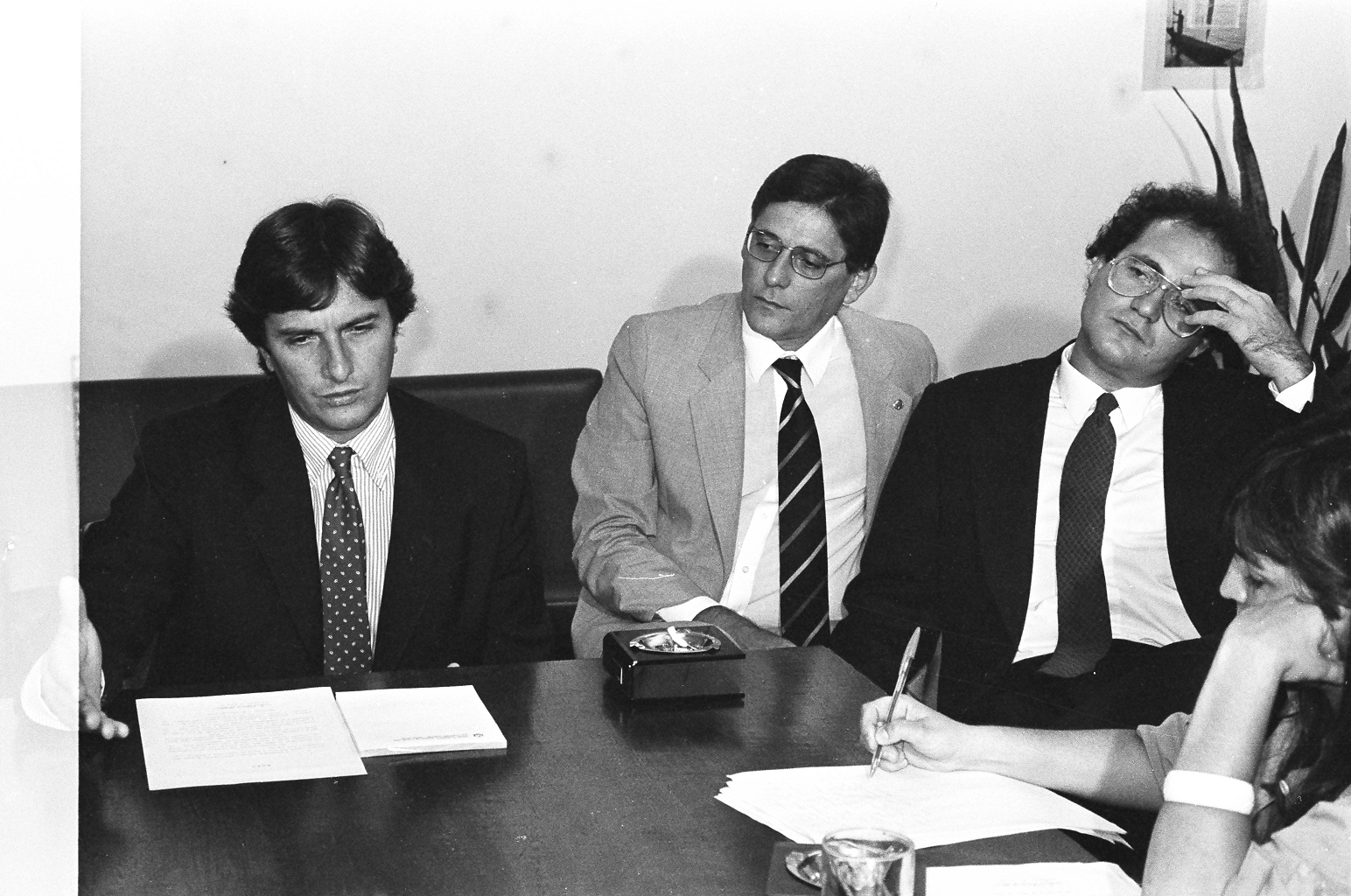
Fernando Collor de Mello (PRN-AL) com o deputado Renan Calheiros (PRN-AL), que se tornaria o seu líder de governo na Câmara dos Deputados.

Após a promulgação da Constituição de 1988, o Centrão, enquanto aliança suprapartidária, foi dissolvido e os partidos pararam de se identificar publicamente com o termo, mas as práticas políticas que lhe eram características continuaram. Alguns partidos, dos quais se destacaram o Partido da Frente Liberal (PFL) e o Partido do Movimento Democrático Brasileiro (PMDB), passaram a exercer um papel semelhante ao do Centrão. Isto é, uma força centrípeta sem uma mensagem programática definida, cuja principal função no sistema político era apoiar presidentes eleitos independentemente da sua posição no espectro ideológico.
No caso do PMDB, embora o partido fosse o sucessor do MDB, que se opôs à ditadura, e o seu presidente, Ulysses Guimarães, tivesse representado a principal frente de oposição ao Centrão durante a Constituinte, essa virada política foi influenciada por um fluxo de parlamentares oriundos do PFL e do PDS que aderiram ao partido.
Maria d'Alva Kinzo registra que, em janeiro de 1981, o PMDB contava com apenas 6 deputados federais oriundos da antiga ARENA. Com a dissolução do Partido Popular, em agosto do mesmo ano, o número chegou a 32, e, ao longo da  Constituinte, se elevou a 72 parlamentares – em um total de 298. Com isso, o PMDB passou a contar com mais egressos da ARENA em suas fileiras que o próprio PDS (com 32), ficando atrás apenas do PFL (com 97).
Os políticos ex-arenistas, ora peemedebistas, que se contrapuseram à ala progressista do PMDB durante toda a Assembleia Constituinte, brigaram pelo comando da sigla após a "Era Ulysses". Esse movimento foi fortalecido pela estrutura descentralizada do PMDB e pela fundação do PSDB, uma dissidência peemedebista que levou consigo muitos dos quadros mais dogmaticamente oposicionistas ao Centrão.

### A articulação política do governo Collor
Durante os primeiros meses do Governo Collor, o presidente precisou construir apoio junto aos deputados da 48ª Legislatura até que fossem investidos os parlamentares eleitos em 1990. A imagem de Fernando Collor (PRN-AL) durante a campanha de 1989 foi a de um perfil liberal, que reduziria o tamanho do Estado, mas, logo no início de seu mandato, o presidente se afastou deste projeto. Segundo Brasílio Sallum Jr., isso é explicado pela negociação de interesses para a articulação política, em que, visando a aprovação do Plano Collor, o presidente rompeu com a sua base liberal e passou a depender de uma base parlamentar que lhe dava apoio condicional. Haviam se comprometido a apoiar o Plano Collor o PRN, PFL, PDS, PTB, PL e PDC, quase todos ex-integrantes do Centrão. Setores do PMDB também foram decisivos para a aprovação do plano. Já no final de 1990, Collor é derrotado na votação de diversas medidas provisórias.

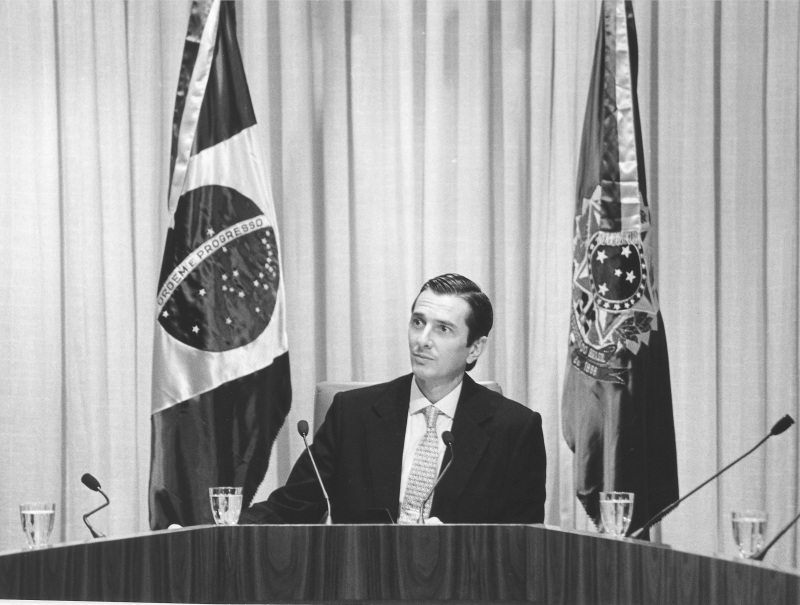
O presidente Fernando Collor fala aos ministros e líderes do governo durante reunião no Palácio do Planalto.

Com a posse do novo Congresso em 1º de fevereiro de 1991, o governo anunciou o Plano Collor II e o congelamento dos preços. Collor conseguiu aprovar o Plano Collor II com algumas modificações no projeto. No entanto, as modificações não foram mais aprovadas por reedição de medidas provisórias, e sim através de uma negociação com os partidos de centro.

#### Entrada do PFL
Ao longo do ano de 1991, a forte queda na popularidade de Collor deu força à Frente Parlamentar de Oposição constituída pelo PT, PSDB e PMDB. No início de 1992, a tentativa do governo de reajustar a contribuição previdenciária dos trabalhadores evidenciou a sua falta de apoio no Congresso, quando nem mesmo o PFL, PDS, PTB, PDC e PL apoiaram a medida. Após esse evento, uma nova reforma ministerial buscou reatar os laços com o Legislativo, ao nomear Jorge Bornhausen (PFL-SC) Ministro da Articulação Política. Com isso, o governo recuperou parcialmente a capacidade de governar, mas continuaria a depender de maiorias ad hoc para aprovar matérias no Congresso. A atuação do PFL nesta etapa do Governo Collor é considerada uma reedição do Centrão, inclusive pela eventual nomeação de Ricardo Fiuza (PFL), antigo articulador do Centrão, ao Ministério de Governo.
Embora a crise política tenha sido aliviada, a delegação ao PFL da articulação política do governo implicou na redução das pretensões de autonomia do Executivo em relação à sua base parlamentar. O governo ganhou fôlego político, mas ao preço de compartilhar poder e recursos do governo com os que o apoiavam no Legislativo. O presidente apresentou a nova equipe como o “ministério dos notáveis”, capazes, de reputação ilibada e comprometidos com seu programa reformista, de modernização da economia, porém não permitiu ao presidente recuperar plenamente sua autoridade.
O desenrolar do escândalo envolvendo PC Farias e Pedro Collor de Mello, o governo fica ainda mais fragilizado. A oposição conseguiu implementar uma CPMI para investigar o esquema. A gravidade das acusações tornou mais difícil assegurar a lealdade da base governista, pois os custos políticos da adesão tendiam a se elevar. Paralelamente a isso, a oposição começou a convergir com o vice-presidente Itamar Franco para construir uma coalizão política paralela ao governo. Em meados de agosto, os próprios líderes do governo admitiram que a base de apoio a Collor estava rachada, e a dissidência atingia 30% do PFL e 60% do PDS, os maiores partidos governistas. Com o desenrolar das investigações, Collor perdeu o apoio de líderes importantes do Centrão, como Antônio Carlos Magalhães (PFL-BA).

#### Impeachment e a política de Itamar Franco
Uma vez formalizado o afastamento de Fernando Collor da presidência em outubro de 1992, Itamar Franco constituiu seu governo com membros dos partidos da oposição (PMDB, PSDB, PSB, PDT e PPS). O estilo político de Itamar Franco, e a sua preocupação em construir uma base própria de apoio no Legislativo, reduziu a sua necessidade de apoio eventual junto aos partidos do antigo Centrão. Mesmo assim, a base do governo incluiu PFL, PTB e PDS. Seu ministério multipartidário resultou de negociações com os partidos, mas não de indicações formais dos dirigentes partidários.

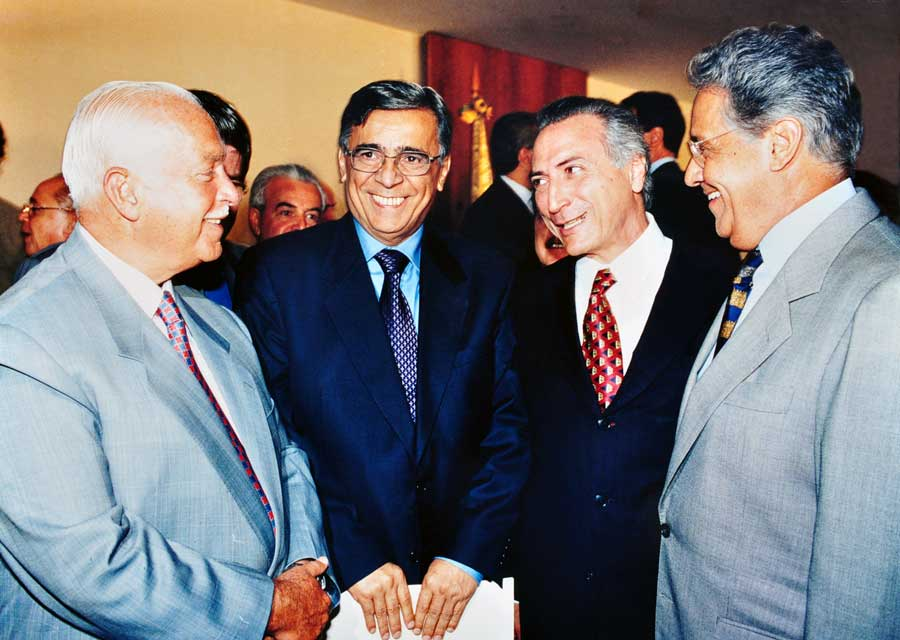
Ao longo do governo de Fernando Henrique Cardoso (PSDB-SP), a articulação no Congresso Nacional dependeu de uma aliança com o PFL e o PMDB. Cardoso apoiou as candidaturas de Antônio Carlos Magalhães (PFL-BA) e Michel Temer (PMDB-SP) a presidente do Senado e da Câmara respectivamente. Na foto com os três, Élcio Álvares (PFL-ES), nomeado Ministro da Defesa.

Inicialmente de orientação política heterogênea, que ia da centro-direita à centro-esquerda, com o avanço do Plano Real, o governo Itamar Franco foi perdendo apoio na esquerda. Eventualmente, o governo precisou redefinir sua base parlamentar. Não apenas os partidos de esquerda se orientavam com mais força em direção à candidatura do PT, como também os partidos de centro – especialmente o PMDB – demandavam maior participação ministerial para manter seu alinhamento. Este movimento consolidou a política do governo no centro.

### Governo Fernando Henrique Cardoso e a aliança com o PFL
Eleito pelo PSDB, um partido fundado em sua maioria pelos quadros mais progressistas do PMDB, Fernando Henrique Cardoso foi a primeira pessoa explicitamente perseguida pelo Regime Militar a ocupar a presidência da República. No entanto, logo durante a campanha presidencial de 1994, o tucano buscou compor com o PFL para evitar uma convergência da direita em torno da candidatura de Paulo Maluf (PDS-SP). Essa aliança incluiu a indicação de Marco Maciel (PFL-PE) a vice-presidente na chapa do PSDB.
Apesar de receber críticas, essa aliança facilitou a governabilidade do PSDB, que pôde contar com PMDB, os PFL e o PTB – assim como outros partidos menores – em sua base de sustentação no Congresso Nacional. Acordos ao redor dessa aliança incluíram um apoio ativo do governo federal para as candidaturas de Luís Eduardo Magalhães (PFL-BA) e do ex-presidente José Sarney (PMDB-MA) à presidência da Câmara e do Senado respectivamente.
| “                                                                        | Eu sou social-democrata. Estou fazendo uma aliança com o setor liberal, porém com um setor liberal que tem sensibilidade social. Eu não quero fisiologia, não quero clientelismo | ” |
| — Fernando Henrique Cardoso, entrevista a O Globo em 15 de maio de 1994. | |   |

Em fevereiro de 1995, o deputado José Mendonça Filho (PFL-PE) apresentou um projeto de emenda constitucional para permitir a reeleição do Presidente da República. O projeto foi polêmico, suscitando divergências dentro da própria base de governo, em especial do PPB que demandou mais cargos em troca de apoio à emenda.

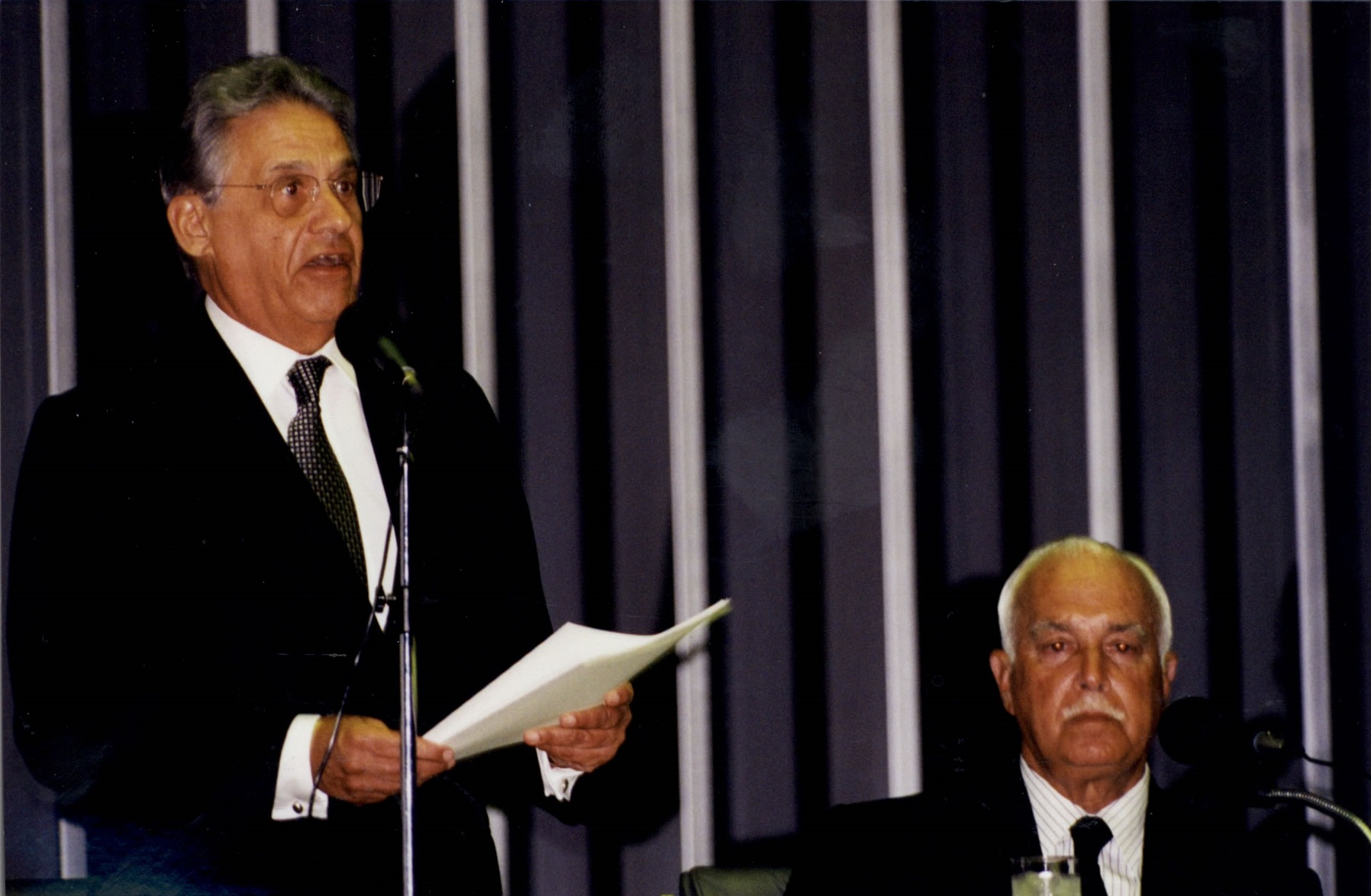
Posse do segundo mandato presidencial de Fernando Henrique Cardoso, ao lado do presidente do Senado, Antônio Carlos Magalhães. A ruptura da aliança com o PFL em 2001 prejudicou a governabilidade de Fernando Henrique Cardoso.

A emenda da reeleição foi aprovada na comissão especial da Câmara em janeiro de 1997, depois de sucessivos adiamentos da votação, determinados, sobretudo, pelo apoio do presidente da República à candidatura de Antônio Carlos Magalhães (PFL-BA) à presidência do Senado. Após dez dias de negociações a emenda foi aprovada pela Câmara em primeiro turno em 28 de janeiro.
A campanha pela reeleição em 1998 reeditou a coligação do PSDB com PFL e PTB, incluindo também o PMDB e o PPB. O presidente reeleito compôs seu ministério em acordo com as indicações dos partidos da base aliada, evitando repartir apenas os três ministérios que considerava essenciais (Fazenda, Saúde e Educação).

#### Rompimento com Antônio Carlos Magalhães e crise política
Em janeiro de 2001, a disputa pela sucessão de Antônio Carlos Magalhães na presidência do Senado Federal causou divisões no âmbito da coalizão presidencial que prejudicaram a governabilidade. Jader Barbalho (PMDB-PA), que era rival declarado de Magalhães, venceu a disputa, levando o senador baiano a romper publicamente com o governo.
Sentindo-se traído, Magalhães determinou que os ministros pefelistas Rodolfo Tourinho (Minas e Energia) e Waldeck Ornelas (Previdência Social) entregassem seus cargos. Além disso, juntos com Ornelas, assinou o requerimento da oposição que propunha a criação de uma "CPI da Corrupção"  – ainda que ambos tenham retirado o apoio posteriormente.
Em razão dessa crise, o governo passou a depender muito mais da sua aliança com o PMDB, de forma que o apoio de personalidades como Michel Temer (PMDB-SP), Geddel Vieira Lima (PMDB-BA) e Renan Calheiros (PMDB-AL) se tornou crucial para a sustentação na Câmara dos Deputados. Da parte do PFL, a percepção de que o PSDB tendia a preferir um nome do PMDB para candidato a vice-presidente nas eleições de 2002 levou ao ingresso do partido, pela primeira vez desde sua criação em 1985, na oposição. Em questões importantes para o governo – como a definição do salário mínimo e a prorrogação da CPMF – o PFL votou com a oposição.

### A ascensão do Partido dos Trabalhadores e a questão da governabilidade
Aproveitando-se das divisões na coalizão de Fernando Henrique, a campanha oposicionista do Partido dos Trabalhadores fez uma aliança com o Partido Liberal em 2002. O PL, partido que compôs o Centrão durante a Constituinte e ligado a setores da Igreja Universal do Reino de Deus, indicou o senador mineiro José Alencar para vice-presidente da República na chapa de Lula.
O núcleo central do Governo Lula foi ocupado por políticos do PT, como José Dirceu na Casa Civil e Antonio Palocci no Ministério da Fazenda. Entretanto, a base de apoio ao governo foi frágil no Congresso Nacional, o que levou o Executivo a fazer diversas concessões aos partidos de fora da aliança. Neste contexto, surgiram denúncias de que o PT, em ações lideradas por membros do primeiro escalão do governo, incidiria na prática de compra de apoio político, utilizando recursos de caixa dois e sobras de arrecadação de campanha.

#### Escândalo do Mensalão
Em setembro de 2004, a Veja publicou as primeiras denúncias de que o PT havia “comprado” o apoio do PTB nas eleições municipais de 2004. Pouco depois, o deputado Miro Teixeira (PDT) confirmou ao Jornal do Brasil a existência de um esquema de pagamento de “mesadas” no Congresso Nacional a parlamentares para votarem de acordo com as orientações do governo federal.

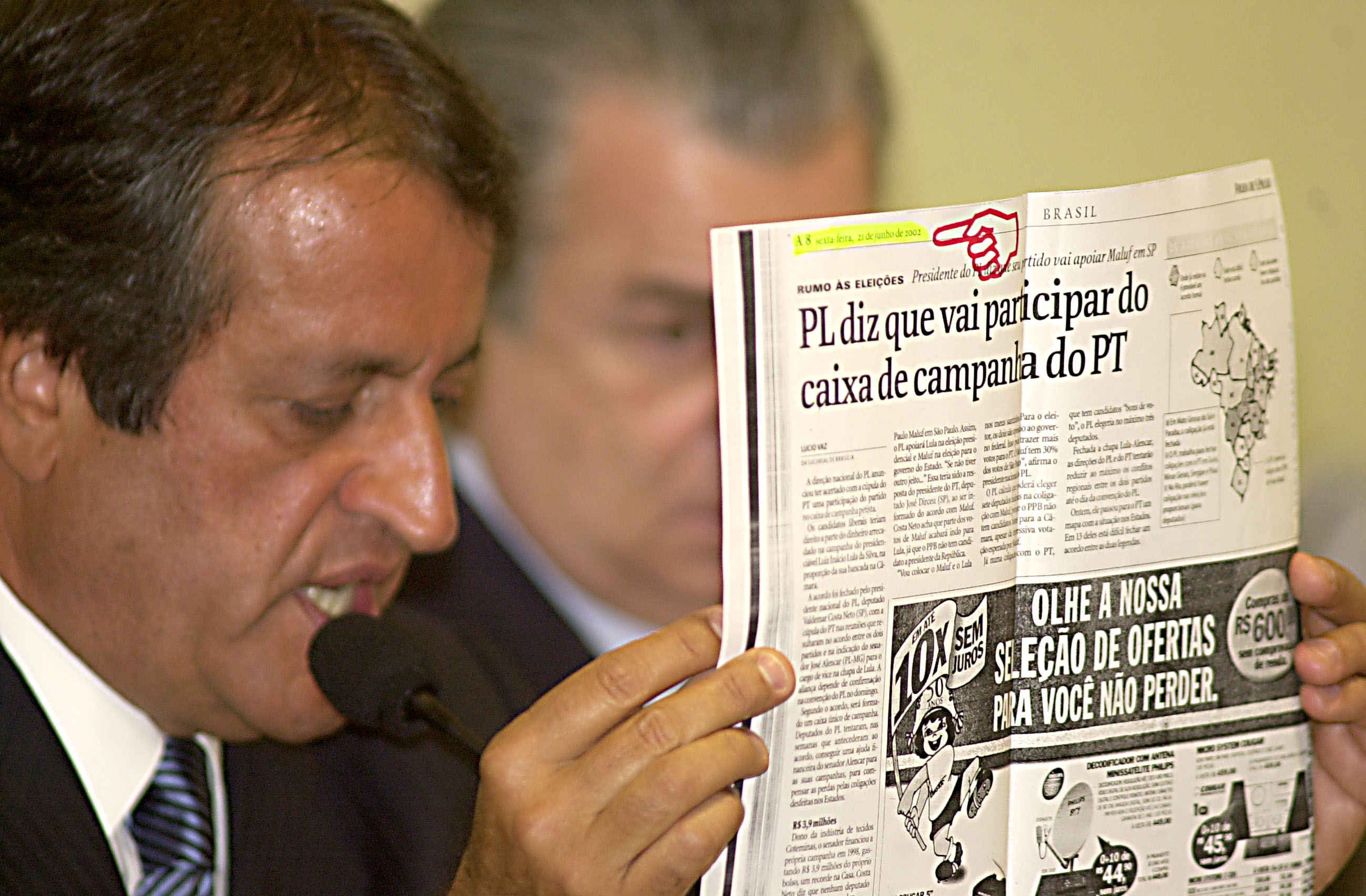
O presidente do PL, Valdemar Costa Neto, depõe na CPMI da Compra de Votos.

No ano seguinte, por meio de gravações secretas de conversas com o diretor do Departamento de Contratação dos Correios, Maurício Marinho, a imprensa revelou um esquema de corrupção nos Correios envolvendo as licitações públicas da empresa pública federal. Neste contexto, o deputado Roberto Jefferson (PTB-RJ), que à época presidia os Correios, acreditando-se isolado pelo governo, confirmou a existência do esquema de corrupção que Miro Teixeira havia denominado "Mensalão" em entrevista à Folha de S. Paulo, publicada no dia 6 de junho.
Além do PTB, também foram implicados no escândalo do Mensalão o PL, do vice-presidente José Alencar, o PP e o PMDB. O deputado José Janene (PP-PR), integrante da Executiva Nacional do seu partido, teria sido o responsável pelas negociações entre o seu partido e o PT, que resultaram no pagamento da propina aos seus parlamentares.

### Reorganização do Centrão no "blocão" de Eduardo Cunha
O centrão ganharia proeminência novamente com a formação do "blocão", um grupo criado em 2014 por Eduardo Cunha, à época líder do PMDB, devido ao descontentamento dos deputados da base governista com a presidente Dilma Rousseff, que dispensava pouca atenção à articulação política com os parlamentares. O blocão reunia oito partidos (PSC, PP, PROS, PMDB, PTB, PR e Solidariedade), que somavam 242 parlamentares (47% da Câmara). A influência de Cunha sobre este grupo de deputados resultaria em sua eleição em primeiro turno à presidência da Câmara dos Deputados em fevereiro de 2015. O grupo tornar-se-ia a principal força política na Câmara dos Deputados e um agrupamento para a chamada "bancada BBB".

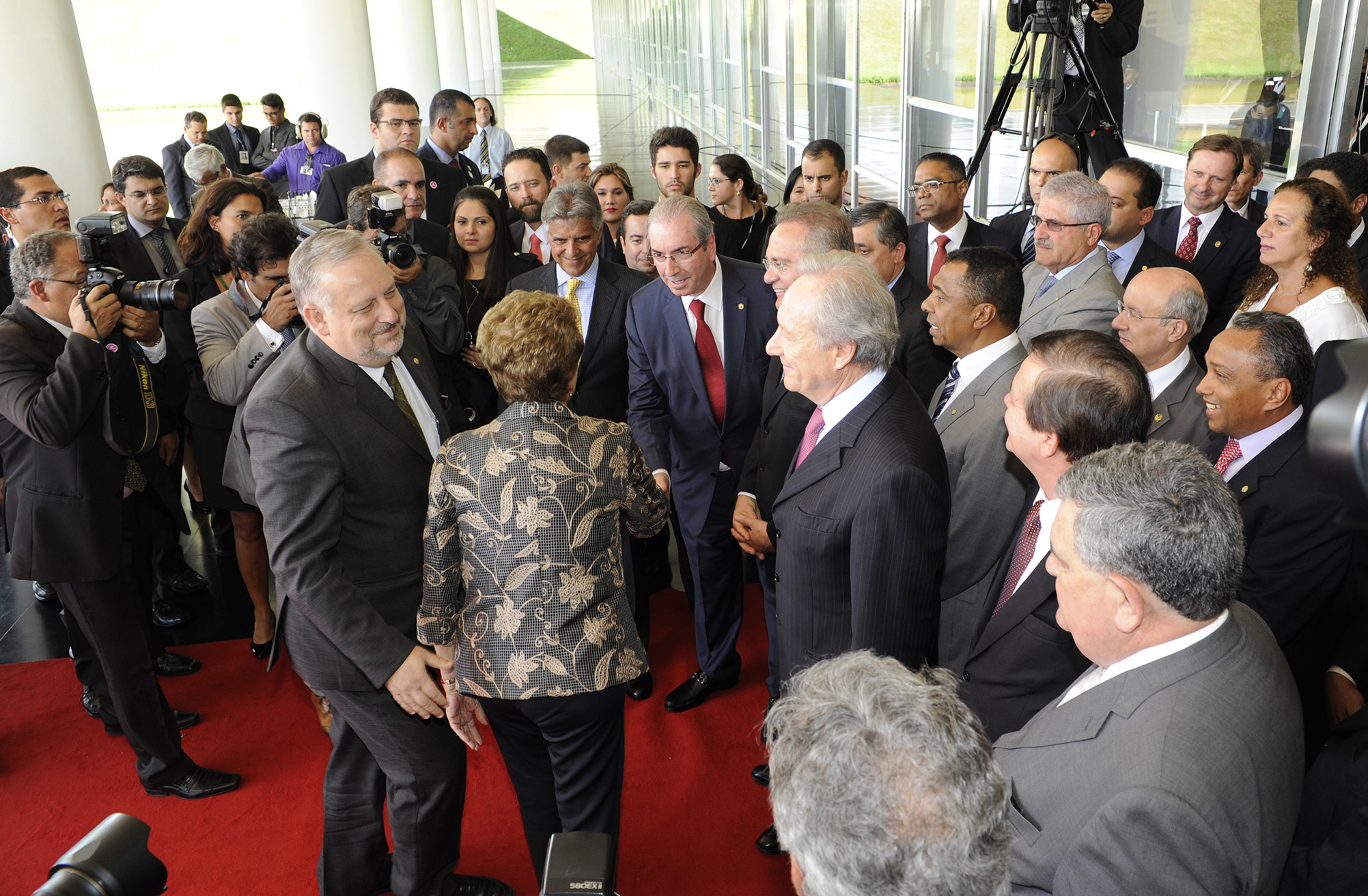
Presidente Dilma Rousseff cumprimenta o presidente da Câmara Eduardo Cunha (PMDB-RJ) durante sessão solene no Congresso Nacional em fevereiro de 2016, após a deflagração de seu processo de impedimento

A partir daí, o centrão teria papel fundamental no impeachment de Dilma Rousseff, destituída do cargo em maio de 2016, e na tomada de decisões importantes para o governo Michel Temer. Durante o processo de impeachment o grupo contaria com treze partidos: PP, PR, PSD, PTB, PRB, PSC, PROS, SD, PEN, PTN, PHS, PSL e AVANTE; todos, exceto o SD, integraram a base de apoio ao governo Dilma Rousseff e a maioria possuía ministros nos governos petistas.
Já no governo Temer o grupo agiria para barrar as duas denúncias criminais contra o presidente, evitar um provável afastamento e aprovar as suas reformas através de barganhas, como distribuição de cargos e promessas de ministérios, liberação de emendas parlamentares, verbas e projetos de lei, e demais benesses.

### Eleições de 2018 e governo Bolsonaro
Nas eleição presidencial de 2018, foi o candidato pelo PSDB Geraldo Alckmin quem conseguiu montar uma coligação com partidos do Centrão, obtendo assim maior tempo de propaganda eleitoral. Na ocasião, o pré-candidato Bolsonaro criticou Alckmin: "Ele juntou alta nata de tudo que não presta no Brasil do lado dele", garantindo ainda que, depois da sua eleição, 40% do Centrão estaria com ele e sem a necessidade de entregar cargos.
Como Alckmin não alcançou o segundo turno, o Centrão dividiu-se no apoio ao candidato petista Fernando Haddad e Jair Bolsonaro então candidato do antigo Partido Social Liberal (PSL).
Nas eleições federais, o Centrão conseguiu eleger 142 parlamentares, uma redução de 22 cadeiras no Congresso. Levantamento do Estadão apontou que, além da menor bancada, os membros do Centrão da nova legislatura estavam mais ligados aos seus caciques, que agora possuíam mais controle do Fundo Partidário. O jornal também destacou sete "puxadores de voto": Celso Russomanno (PRB-SP), Tiririca (PR-SP): Flávia Arruda (PR-DF), Amaro Neto (PRB-ES), Josimar Maranhãozinho (PR-MA), Hélio Costa (PRB-SC), e Tiago Dimas (SD-TO).
Na Câmara dos Deputados, com influência do candidato a presidência da república Jair Bolsonaro, o Partido Social Liberal (PSL) conseguiu eleger 52 deputados federais, o que ocasionou uma considerável mudança na composição da casa. O MDB, até então líder do bloco, perdeu quase a metade dos assentos em relação ao pleito de 2014 (de 66 para 34).

O centrão se reorganizou em volta das figuras do deputado federal e presidente da câmara Rodrigo Maia (DEM-RJ), do líder da maioria Aguinaldo Ribeiro (PP-PB) e do líder do Progressistas, o deputado federal Arthur Lira (PP-AL).[carece de fontes?] Em junho de 2020, Lira publicou artigo na Folha de S.Paulo descrevendo o centrão como força moderadora e garantidora da previsibilidade institucional e da governabilidade.

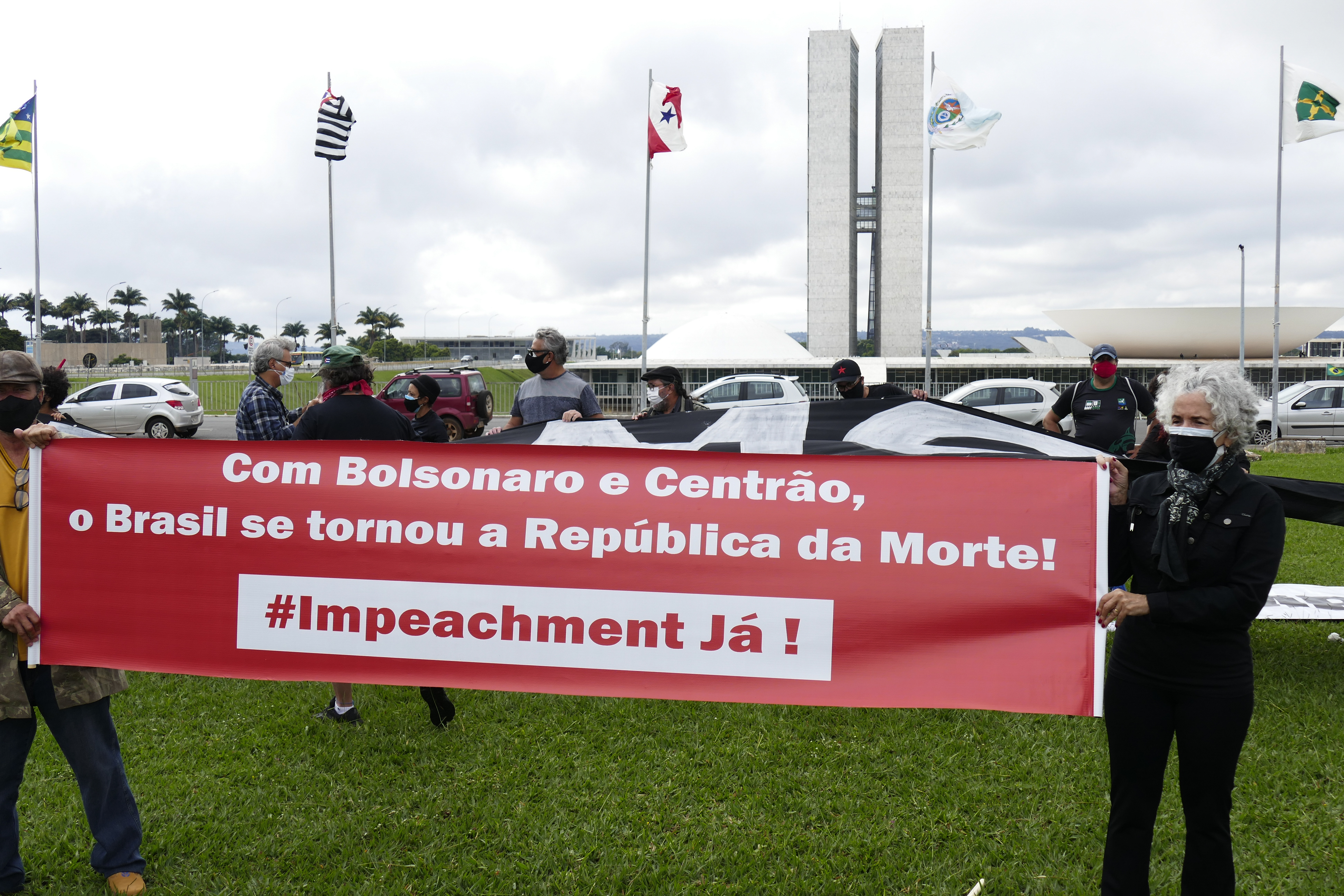
Manifestantes culpam o governo Bolsonaro e especificamente o Centrão por mortes da pandemia de COVID-19, abril de 2021

Bolsonaro se elegeu prometendo um afastamento do Centrão. Na convenção partidária do PSL de 2018, na qual foi consagrado candidato, seu aliado o general Augusto Heleno zombou da agremiação ao cantar "Se gritar pega centrão, não fica um, meu irmão", paródia de Reunião de Bacanas de Ary do Cavaco e Bebeto Di São João, substituindo "ladrão" da letra original. Na ocasião, Heleno afirmou: "Querem reunir todos aqueles que precisam escapar das barras da lei num só núcleo. Daí criou-se o centrão. O centrão é a materialização da impunidade".
A consolidação da influência do centrão sobre o governo Bolsonaro teve marco a nomeação do senador Ciro Nogueira como ministro da Casa Civil, em substituição ao general Luiz Eduardo Ramos.
Devido o encolhimento significativo da bancada, o PSDB (de 54 para 29) passa a fazer parte do grupo, se juntando ao Democratas. Em maio de 2019, a Câmara dos Deputados proibiu o uso do nome "Centrão" na rádio e TV da Câmara, por considerar o termo pejorativo.
Durante o terceiro governo Lula, o Centrão pressionou pela recriação de vários ministérios que haviam sido consolidados no governo anterior.

## Presidencialismo de coalizão
Durante a Assembleia Nacional Constituinte, o cientista político Sérgio Abranches publicou o artigo intitulado Presidencialismo de Coalizão, no qual ele desenvolveu a teoria homônima, que se consolidou como uma das mais importantes de uma primeira geração da ciência política brasileira após a redemocratização.
Neste texto, Abranches argumenta que o sistema de representação proporcional, aliado à lista aberta e uma tendência do sistema partidário brasileiro ao pluripartidarismo, gera um processo de esvaziamento programático dos partidos e fragiliza o poder de coerção dos diretório centrais para coordenar sua política interna. Como consequência disso, parlamentares, embora eleitos dentro da lista partidária, agiriam como representantes independentes dentro do Congresso Nacional e, no fito de assegurar a sua reeleição, adotariam práticas clientelistas com o uso das emendas orçamentárias objetivando construir uma reputação individual destacada do partido. Isso levaria à utilização de recursos do Orçamento público por parte do Governo Federal para compor amplas coalizões supra-partidárias no Congresso.
Este modelo teórico se insere em uma discussão mais ampla sobre governabilidade no Brasil. Segundo Abranches, a capacidade do Executivo de promover as políticas públicas pretendidas no seu programa ideológico depende da construção de uma base de apoio parlamentar e isso envolve a incorporação de partidos não ideologicamente alinhados na coalizão governamental.
Segundo o cientista político Scott Mainwaring, no Brasil, pode-se dividir o sistema partidário em dois grandes grupos: os partidos pega-tudo e os partidos de esquerda, mais tendentes à construção de uma identidade de massas. Mainwaring sugere que as constantes rupturas institucionais no Brasil durante o século XX obrigaram os partidos a reinventarem a sua base de militância, particularmente com a dissolução dos partidos da 4ª República pelo AI 2. O autor ainda pontua que o Partido Socialista Brasileiro (PSB) e o Partido Democrático Trabalhista (PDT), embora ainda estejam situados no campo de esquerda, já se apresentam como um misto entre partidos pega-tudo e partidos de massas.

## Partidos políticos ativos associados ao grupo
Para além dos partidos que estão associados ao Centrão em razão do fenômeno histórico que deu origem ao termo, são geralmente associados ao grupo os partidos que se valem de uma estrutura tipicamente pega-tudo. Trata-se de agremiações menos investidas na construção de uma identidade partidária e que preferem aumentar a sua bancada por meio da reputação individual dos seus membros.
| Partidos que compuseram o Centrão durante a Constituinte de 1988             | Partidos que compuseram o Centrão durante a Constituinte de 1988 | Partidos que compuseram o Centrão durante a Constituinte de 1988 | Partidos que compuseram o Centrão durante a Constituinte de 1988 | Partidos que compuseram o Centrão durante a Constituinte de 1988 | Partidos que compuseram o Centrão durante a Constituinte de 1988 | Partidos que compuseram o Centrão durante a Constituinte de 1988 | Partidos que compuseram o Centrão durante a Constituinte de 1988 | Partidos que compuseram o Centrão durante a Constituinte de 1988 | Partidos que compuseram o Centrão durante a Constituinte de 1988 | Partidos que compuseram o Centrão durante a Constituinte de 1988 | Partidos que compuseram o Centrão durante a Constituinte de 1988 | Partidos que compuseram o Centrão durante a Constituinte de 1988 | Partidos que compuseram o Centrão durante a Constituinte de 1988 | Partidos que compuseram o Centrão durante a Constituinte de 1988 |
| Partido                                                                      | Partido                                                          | Participação em coalizões                                        | Participação em coalizões                                        | Participação em coalizões                                        | Participação em coalizões                                        | Participação em coalizões                                        | Participação em coalizões                                        | Participação em coalizões                                        | Participação em coalizões                                        | Participação em coalizões                                        | Participação em coalizões                                        | Participação em coalizões                                        | Participação em coalizões                                        | Fonte                                                            |
| Partido                                                                      | Partido                                                          | Sarney                                                           | Collor                                                           | Franco                                                           | Cardoso I                                                        | Cardoso II                                                       | Lula I                                                           | Lula II                                                          | Rousseff I                                                       | Rousseff II                                                      | Temer                                                            | Bolsonaro                                                        | Lula III                                                         | Fonte                                                            |
| ---------------------------------------------------------------------------- | ---------------------------------------------------------------- | ---------------------------------------------------------------- | ---------------------------------------------------------------- | ---------------------------------------------------------------- | ---------------------------------------------------------------- | ---------------------------------------------------------------- | ---------------------------------------------------------------- | ---------------------------------------------------------------- | ---------------------------------------------------------------- | ---------------------------------------------------------------- | ---------------------------------------------------------------- | ---------------------------------------------------------------- | ---------------------------------------------------------------- | ---------------------------------------------------------------- |
|                                                                              | PP                                                               | G                                                                | G                                                                | G                                                                | G                                                                | G                                                                | G                                                                | G                                                                | G                                                                | G                                                                | G                                                                | G                                                                | G                                                                | [ 44 ] [ 45 ] [ 46 ]                                             |
|                                                                              | MDB                                                              | G                                                                | O                                                                | G                                                                | G                                                                | G                                                                | G                                                                | G                                                                | G                                                                | G                                                                | G                                                                | I                                                                | G                                                                | [ 44 ] [ 45 ]                                                    |
|                                                                              | PL                                                               | G                                                                | G                                                                | O                                                                | O                                                                | O                                                                | G                                                                | G                                                                | G                                                                | G                                                                | G                                                                | G                                                                | O                                                                | [ 44 ] [ 45 ]                                                    |
|                                                                              | UNIÃO                                                            | G                                                                | G                                                                | G                                                                | G                                                                | G                                                                | O                                                                | O                                                                | O                                                                | O                                                                | G                                                                | I                                                                | G                                                                | [ 44 ] [ 45 ]                                                    |
|                                                                              | PRD                                                              | G                                                                | G                                                                | G                                                                | G                                                                | I                                                                | G                                                                | G                                                                | O                                                                | O                                                                | G                                                                | G                                                                | O                                                                | [ 44 ] [ 45 ] [ 46 ] [ 48 ]                                      |
| Outros partidos que integraram o "Blocão" de Eduardo Cunha (PMDB-RJ) em 2015 |                                                                  |                                                                  |                                                                  |                                                                  |                                                                  |                                                                  |                                                                  |                                                                  |                                                                  |                                                                  |                                                                  |                                                                  |                                                                  |                                                                  |
| Partido                                                                      | Partido                                                          | Participação em coalizões                                        | Participação em coalizões                                        | Participação em coalizões                                        | Participação em coalizões                                        | Participação em coalizões                                        | Participação em coalizões                                        | Participação em coalizões                                        | Participação em coalizões                                        | Participação em coalizões                                        | Participação em coalizões                                        | Participação em coalizões                                        | Participação em coalizões                                        | Fonte                                                            |
| Partido                                                                      | Partido                                                          | Sarney                                                           | Collor                                                           | Franco                                                           | Cardoso I                                                        | Cardoso II                                                       | Lula I                                                           | Lula II                                                          | Rousseff I                                                       | Rousseff II                                                      | Temer                                                            | Bolsonaro                                                        | Lula III                                                         | Fonte                                                            |
|                                                                              | AGIR                                                             | —                                                                | G                                                                | G                                                                | O                                                                | SRP                                                              | SRP                                                              | I                                                                | G                                                                | I                                                                | I                                                                | G                                                                | I                                                                | [ 44 ] [ 45 ] [ 49 ] [ 50 ]                                      |
|                                                                              | AVANTE                                                           | —                                                                | SRP                                                              | SRP                                                              | SRP                                                              | SRP                                                              | SRP                                                              | G                                                                | I                                                                | O                                                                | I                                                                | G                                                                | G                                                                | [ 44 ] [ 45 ]                                                    |
|                                                                              | PODE                                                             | —                                                                | SRP                                                              | SRP                                                              | SRP                                                              | SRP                                                              | SRP                                                              | SRP                                                              | SRP                                                              | G                                                                | I                                                                | G                                                                | I                                                                | [ 44 ] [ 45 ] [ 51 ]                                             |
|                                                                              | Rep.                                                             | —                                                                | —                                                                | —                                                                | —                                                                | —                                                                | —                                                                | G                                                                | G                                                                | G                                                                | G                                                                | G                                                                | I                                                                | [ 44 ] [ 45 ]                                                    |
|                                                                              | PSD                                                              | —                                                                | —                                                                | —                                                                | —                                                                | —                                                                | —                                                                | —                                                                | G                                                                | G                                                                | G                                                                | I                                                                | G                                                                | [ 44 ] [ 45 ]                                                    |
|                                                                              | Solid.                                                           | —                                                                | —                                                                | —                                                                | —                                                                | —                                                                | —                                                                | —                                                                | G                                                                | O                                                                | I                                                                | G                                                                | G                                                                | [ 44 ] [ 45 ] [ 52 ] [ 53 ]                                      |